# Kulîha, Litîn
Kulîha (în ucraineană Кулига) este localitatea de reședință a comunei Kulîha din raionul Litîn, regiunea Vinnița, Ucraina.

## Demografie
Componența lingvistică a localității Kulîha
     Ucraineană (99,28%)
     Alte limbi (0,72%)
Conform recensământului din 2001, majoritatea populației localității Kulîha era vorbitoare de ucraineană (99,28%), existând în minoritate și vorbitori de alte limbi.